# 僕はミニに恋してる
『僕はミニに恋してる』（ぼくはミニにこいしてる）は、みやすのんきによる日本の漫画。『ビジネスジャンプ』（集英社）にて、1992年3号から1993年23号まで連載された。
ミニの走り屋、高桑一郎と深町はるかの恋愛とミニがメインの漫画でもある。

## あらすじ
主人公高桑一郎は、外資系の弱小スポーツメーカー「WOODYMOUSE」で受付の深町はるかに恋をしているミニ乗り。ある日、部長の大井と深町で売り込みに出るが、売り込み先から深町に水着を着ることを強要され、視姦に耐え切れずはるかを連れてってしまい失敗。夜に憂さ晴らしでミニを乗り回していると、偶然はるかと遭遇しスキーデートにこぎつける。

## 登場人物
高桑一郎（たかくわ いちろう）
25歳。愛車はミニTYPE-I。深町と現在でいう所のできちゃった結婚をする。
深町はるか（ふかまち はるか）
受付から営業へ移った高桑の憧れの人。レースクイーン風の美人で、自動車には全く興味はないが、ミニを可愛く思う。宮城県仙台市出身。高桑に貫かれるまで処女。
藤間裕二（ふじま ゆうじ）
一郎の先輩。大学時代にゴルフポカールレースシリーズチャンピオンに輝き中産大（出身大学）にこの人ありと言われた。「女に金をつぎ込むぐらいだったらクルマに情熱を掛けろ」と教えていたが婚約のため愛車カレラRSを売る。杏子と結婚するまで何股もかけていた。
浮島杏子（うきしま きょうこ）
藤間の婚約者。深町の上司で短大の先輩。連載中に結婚。
大井（おおい）
部長。激情家で自称紳士。部下からも尊敬を集めているが、高桑からは「鬼部長」と陰口を叩かれている。妻と二人暮し。若いころはいろいろ女性を喰っており行動にはしないが密かにはるかも狙っているぐらいの女好きで妻はそのたびに泣かされている。
榊ルミ子（さかき ルミこ）
モデルではるかの恋敵。社会勉強でウッディマウスにバイト入社し若い頃にヌード写真集を取ったことがある。いろいろと男を手玉に取って来たが一郎が靡かない為、一郎を誘惑するようになる。愛車はホンダNS-Xのヨーロッパ仕様。
佐山力也（さやま りきや）
プロ空手家。アマとの統一戦を深町をかけて勝ったが、童貞で早漏で入れる前に射精を連発し、寝る前に精根尽き果てた。
佐山美憂（さやま みゆう）
佐山の妹。佐山の対戦相手にレイプされたがそれが縁で結婚。佐山の道場で唯一の女性。
石田（いしだ）
取引先総合スポーツセンター「ヘラクレス」の企画室長。実直な高桑に心惹かれいろいろな手で誘惑する。
薮本熊二（やぶもと くまじ）
営業の一年後輩。Z乗りで石田の挑発に乗り、高桑に勝負を挑むが・・・
朝岡美穂（あさおか みほ）
ウッディの新入社員。青山女子大学出身。二面性で好きになったら強引に手に入れる性格で高桑に母性本能をくすぐられルミ子を一蹴したが以降登場しなかった。Fカップの巨乳。
オレーノ=マラドーダ
ウッディがユニフォームを支給するJリーグチーム「浜松デンジャラス」に30億で来たスター選手。日本に来る条件として自分好みのバーを作る、監督は飾り物などチームを私物化。
深町十三（ふかまち じゅうぞう）
はるかの父。はるかを溺愛気味で一代で会社を作ったことから典型的な頑固親父。はるかを無理矢理仙台に帰ってこさせようとするが恐妻家。
栗栖（くりす）
横浜石川町の学園フェリア女学院の教師。校則に厳しく暴力を振るう。

## 備考
連載時期がバブル景気崩壊直後と危険運転致死傷罪制定前だったので飲酒運転を軽視しドライバーがたびたび飲酒運転している描写がある。